# Pay TV

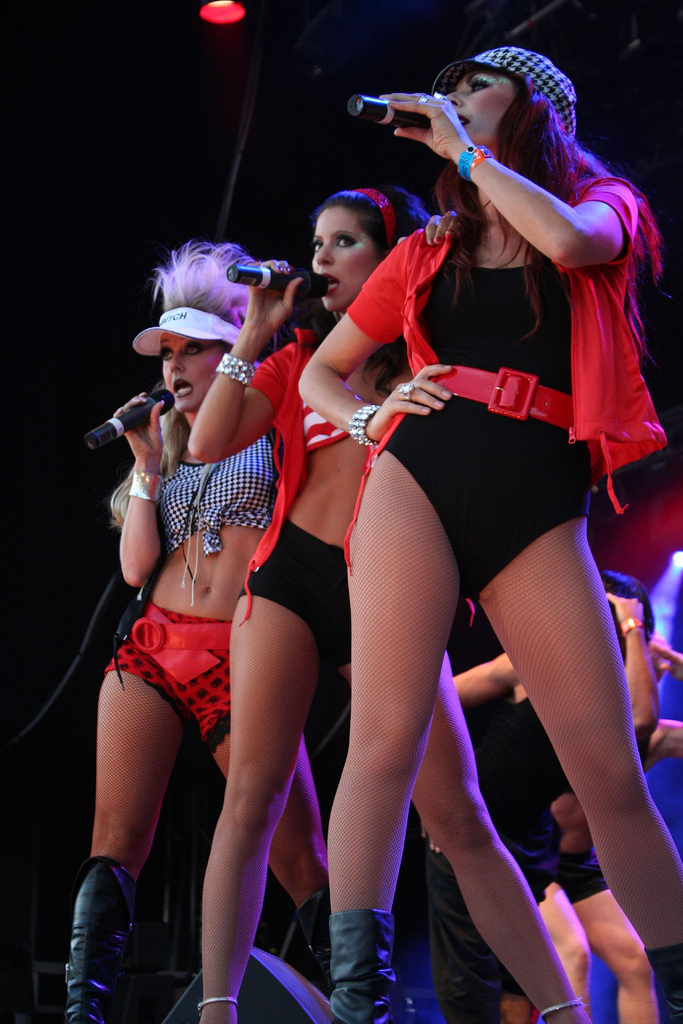
El grupo Pay TV actuando en vivo durante el Orgullo de Estocolmo 2006

Pay TV es un grupo de música electrónica de origen sueco formado en 2004 para participar en la edición de ese año del Melodifestivalen.
Fatima Edell (25 de enero de 1979), Anna Widing (24 de febrero de 1974 y Thérèse Andersson (28 de junio de 1980) se conocieron tras participar en el musical "Rent" y decidieron dar un giro a su carrera. Su idea: crear un proyecto, una imagen y un producto que traspasara las fronteras musicales.
Para ello, utilizarían la plataforma mediática del Melodifestivalen para darse a conocer. Primero cambiaron sus nombres de pila: llamándose así Chanelle Ferarri, Claudia Cash y Neena Fatale.
Su tema de 2004 "Trendy Discotheque" fue producido por Håkan Lidbo, un reconocido y prestigioso productor musical famoso en todo el mundo Dj europeo. Dicho tema intentaría reflejar el frívolo y exclusivo mundo de los famosos, presentándose ellas mismas como fashion victims. La canción, totalmente alejada del concepto pop de este tipo de festivales, no consiguió clasificarse y fue un éxito discreto en Suecia (no pasando del puesto 30 en las listas de ventas).
En 2005 volverían a participar con el tema "Refrain, Refrain", producida por el mismo equipo del año anterior. Por desgracia para ellos, tampoco consiguieron clasificarse para la gran final.